# Флор, Патрисия
Патрисия Флор (нем. Patricia Flor ; 19 октября 1961, Нюрнберг, ФРГ) — немецкий дипломат, журналистка. Доктор наук.

## Биография
После окончания школы прошла стажировку в издании Nürnberger Nachrichten. С 1981 по 1983 год работала редактором, с 1985 года — внештатным журналистом в США.
Позже, изучала философию, славяноведение и историю Восточной Европы в Бамбергском университете. В 1989 году получила учёную степень магистра. После исследовательских работ и стажировок в Великобритании и России, защитила в Университете Эрлангена — Нюрнберга докторскую диссертацию по восточноевропейской истории и экономике. В 1996 году получила степень магистра государственного управления в Школе государственного управления им. Джона Ф. Кеннеди при Гарвардском университете в Кембридже, штат Массачусетс (США).
С 1992 года — на дипломатической службе. В 1993—1995 годах работал в посольстве Германии в Казахстане, с 1996 года в Постоянном представительстве Германии в Организации Объединённых Наций в Нью-Йорке. В 1998—2000 годах возглавляла Комиссию ООН по правам женщин.
С 2000 года работала в МИДе Германии. С 2002 по 2006 год при министре иностранных дел Германии Й. Фишере руководила одним из отделов МИДа. С июля 2006 года по март 2010 года — посол ФРГ в Грузии.
В марте 2010 года была представителем МИД Германии в Восточной Европе, на Кавказе и в Центральной Азии. С июля 2012 года назначена специальным представителем Европейского союза по Центральной Азии.
После возвращения в Берлин в марте 2014 года П. Флор стала главой Департамента по делам Организации Объединённых Наций в Министерстве иностранных дел при министре Франке-Вальтере Штайнмайере в ранге Полномочного министра. В результате структурных изменений в Федеральном министерстве иностранных дел возглавляла недавно созданный Департамент международного порядка, Организации Объединённых Наций и контроля над вооружениями (с марта 2015 года по лето 2018).
С середины 2018 года — посол Европейского Союза в Японии.